# 1995–1996-os szlovák labdarúgó-bajnokság (első osztály)
Az 1995–1996-os szlovák nemzeti labdarúgó-bajnokság első osztálya, tizenkét csapat részvételével rajtolt. Ez volt a harmadik bajnoki szezonja Szlovákiának. A bajnokságot, az ŠK Slovan Bratislava nyerte.

## Az alapszakasz végeredménye
| Helyezés | Csapat                        | M  | Gy | D | V  | RG | KG | P  |
| -------- | ----------------------------- | -- | -- | - | -- | -- | -- | -- |
| 1.       | ŠK Slovan Bratislava          | 22 | 15 | 6 | 1  | 62 | 16 | 51 |
| 2.       | 1.FC Košice                   | 22 | 15 | 1 | 6  | 47 | 25 | 46 |
| 3.       | FC Spartak Trnava             | 22 | 14 | 4 | 4  | 40 | 22 | 46 |
| 4.       | FK Dukla Banská Bystrica      | 22 | 11 | 5 | 6  | 32 | 24 | 38 |
| 5.       | BSC JAS Bardejov              | 22 | 12 | 1 | 9  | 34 | 25 | 37 |
| 6.       | 1. FC Tatran Prešov           | 22 | 10 | 5 | 7  | 28 | 24 | 35 |
| 7.       | FC Chemlon Hummené            | 22 | 8  | 4 | 10 | 38 | 33 | 28 |
| 8.       | FC Lokomotíva Košice          | 22 | 9  | 1 | 12 | 26 | 33 | 28 |
| 9.       | AŠK Inter Slovnaft Bratislava | 22 | 6  | 5 | 11 | 27 | 37 | 23 |
| 10.      | FK DAC 1904 Dunajská Streda   | 22 | 6  | 3 | 13 | 29 | 56 | 21 |
| 11.      | FC Nitra                      | 22 | 3  | 4 | 15 | 20 | 47 | 13 |
| 12.      | HFK Prievidza                 | 22 | 2  | 3 | 17 | 13 | 54 | 9  |

## A rájátszás végeredménye

### Felsőház
| #  | Csapat                   | M  | GY | D  | V  | LG | KG | P  | Megjegyzések                          |
| -- | ------------------------ | -- | -- | -- | -- | -- | -- | -- | ------------------------------------- |
| 1. | ŠK Slovan Bratislava     | 32 | 22 | 9  | 1  | 79 | 20 | 75 | 1996–1997-es UEFA-kupa – Selejtezőkör |
| 2. | 1.FC Košice              | 32 | 21 | 2  | 9  | 62 | 33 | 65 | 1996–1997-es UEFA-kupa – Selejtezőkör |
| 3. | FC Spartak Trnava        | 32 | 19 | 6  | 7  | 54 | 32 | 63 |                                       |
| 4. | FK Dukla Banská Bystrica | 32 | 12 | 11 | 9  | 39 | 36 | 47 |                                       |
| 5. | 1. FC Tatran Prešov      | 32 | 12 | 7  | 13 | 34 | 36 | 43 |                                       |
| 6. | BSC JAS Bardejov         | 32 | 13 | 3  | 16 | 38 | 42 | 42 |                                       |

### Alsóház
| #   | Csapat                      | M  | GY | D | V  | LG | KG | P  | Megjegyzések                      |
| --- | --------------------------- | -- | -- | - | -- | -- | -- | -- | --------------------------------- |
| 7.  | FC Chemlon Hummené          | 32 | 13 | 5 | 14 | 50 | 44 | 44 |                                   |
| 8.  | FC Lokomotíva Košice        | 32 | 13 | 2 | 17 | 37 | 49 | 41 |                                   |
| 9.  | ASK Inter Slovnaft B'lava   | 32 | 11 | 7 | 14 | 42 | 45 | 40 |                                   |
| 10. | FK DAC 1904 Dunajská Streda | 32 | 10 | 3 | 19 | 41 | 76 | 33 |                                   |
| 11. | FC Nitra                    | 32 | 7  | 5 | 20 | 30 | 59 | 26 |                                   |
| 12. | HFK Prievidza               | 32 | 7  | 4 | 21 | 31 | 65 | 25 | 1996–1997-es szlovák másodosztály |

## Külső hivatkozások
- rsssf.com
- A bajnokság honlapja